# جایزه طراحی محصول آی‌اف

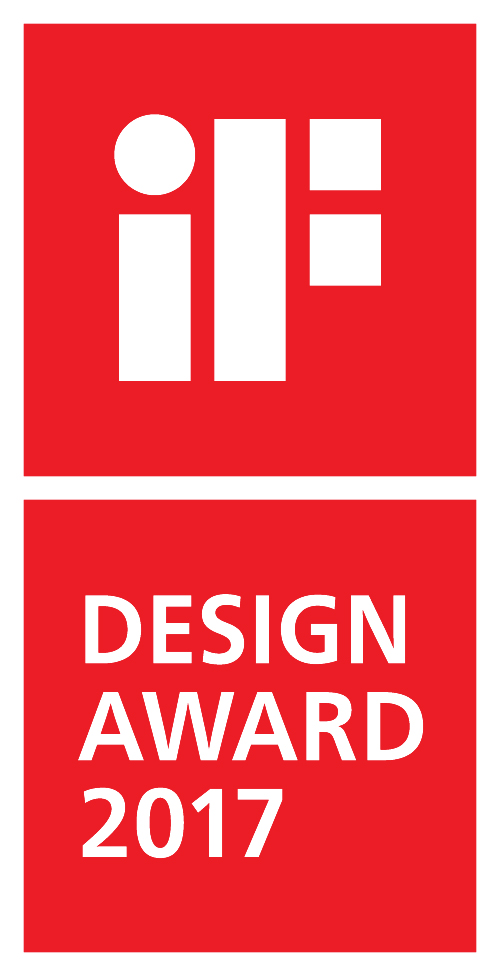
لوگوی ۲۰۱۷ میلادی

جایزه طراحی محصول آی‌اف (به انگلیسی: lang-en، IF Product Design Award) در سال ۱۹۵۴ میلادی معرفی شد و سالانه توسط طرح مجمع بین‌المللی آی‌اف می‌شود. این جایزه، که شامل رشته‌های مختلف است، هر سال بیش از ۵٬۵۰۰ اثر شرکت‌کننده از حدود ۵۹ کشور دارد.

## تاریخچه
آی‌اف طرح مجمع صنعت هانوفر ای. فاو. در سال ۱۹۵۳ میلادی با «نمایش ویژه برای کالاهای صنعتی با طراحی خوب» به عنوان بخشی از نمایشگاه تجاری صنعتی نمایشگاه هانوفر، در اصل برای برجسته کردن طراحی آلمانی راه‌اندازی شد. آن‌ها اکنون در تلاشند تا به عنوان یک بازوی میانجی بین طراحی و صنعت در سطح بین‌المللی خدمت کنند، و معتقدند که این ظرفیت به آن‌ها اجازه می‌دهد تا در خدمات طراحی و افزایش آگاهی عمومی در مورد اهمیت طراحی مشارکت کنند. در سال‌های ۲۰۰۲–۲۰۰۰ میلادی، آن‌ها همهٔ حوزه‌های مرتبط را در طراحی ترکیب کردند، برخی از آن‌ها با برنامه‌های جایزۀ پیشینی که آغاز کرده بودند، برای تبدیل شدن به جایزۀ طراحی آی‌اف تبدیل شدند. امروزه این مسابقه از بیش از ۵۰ کشور، در ۶ رشته و در ۷۰ دسته شرکت‌کننده دارد. تا به امروز، طرح مجمع بین‌المللی آی‌اف سالنامه‌هایی را منتشر می‌کند که برندگان جوایز طراحی خود را به نمایش می‌گذارد.

## مجمع
طرح مجمع صنعتی آی‌اف به سایر سازمان‌های طراحی حرفه‌ای در سراسر جهان به منظور افزایش آگاهی عمومی دربارۀ طراحی پیوسته‌ است. طراحانی که اعضای انجمن طراحان صنعتی آمریکا (آی‌دی‌اس‌ای)، اتحادیۀ طراح صنعتی آلمانی ای. فاو. (فاودی‌ای‌دی)، و شورای بین‌المللی انجمن‌های طراحی صنعتی (آی‌سی‌اس‌آی‌دی) تنها برخی از جامعۀ بین‌المللی هستند که وارد رقابت طراحی محصول آی‌اف می‌شوند.

## رشته‌ها و دسته‌ها
- محصول [زیر-شاخه‌ها: خودرو، ورزش/ فضای باز/دوچرخه، اوقات فراغت، کودکان، جواهرات، صدا، تلویزیون/دوربین، مخابرات، کامپیوتر، واقعیت مجازی/بازی، دفتر، روشنایی، مبلمان منزل، آشپزخانه، خانگی، حمام، باغ، فن‌آوری ساختمان، خرده فروشی، بهداشت و درمان، صنعت و منسوجات]
- بسته‌بندی [شامل ۸ زیر-شاخه]
- ارتباطات [شامل ۹ زیر-شاخه]
- معماری داخلی [شامل ۸ زیر-شاخه]
- مفهوم حرفه‌ای [شامل ۱۰ زیر-شاخه]
- طراحی خدمات / یوایکس (تجربه کاربری) [شامل ۸ زیر-شاخه]
- معماری [شامل ۶ زیر-شاخه]